# Hypericum tomentosum
Espèce
Hypericum tomentosum est une espèce de plantes à fleurs de la famille des Hypéricacées d'origine méditerranéenne.

## Répartition
- Europe continentale (Europe du Sud)
  - Baléares, ?Corse, France, Espagne, Italie, Portugal, Sardaigne
- Afrique continentale (Afrique du Nord)
  - Algérie, Maroc, Tunisie

## Liste des sous-espèces
Selon Tropicos (7 juin 2013) (Attention liste brute contenant possiblement des synonymes) :
- sous-espèce Hypericum tomentosum subsp. pubescens (Boiss.) Ball